# Carol Peletier
Carol Peletier, o simplemente Carol, es un personaje ficticio de la serie de cómics de The Walking Dead y es interpretado por Melissa McBride en la serie de televisión estadounidense del mismo nombre. Carol se introduce en los cómics en la tercera edición del primer volumen, "Days Gone Bye"; en 2003, y el tercer episodio de la primera temporada "Tell it to the Frogs" de la serie de televisión en 2010. Carol es presentada como un ama de casa sumisa y madre de Sophia, ambas son vistas por primera vez en el campamento en Atlanta, Georgia. Inicialmente ella comenzó como un miembro del elenco recurrente, y el papel del personaje se ha incrementado principalmente desde la segunda temporada. El personaje ha sido descrito como "Un viaje del héroe",  por el productor ejecutivo Scott M. Gimple, después de haber tomado muchas decisiones difíciles para poder lograr hacer sobrevivir al personaje. Gracias a eso, Carol Peletier se transformó en uno de los personajes más importantes de la serie, al mismo tiempo que es la única sobreviviente mujer con vida del Grupo Original.
Su personaje se contrasta entre los dos medios. En la serie de cómics, Carol exhibe un comportamiento coqueto, superficial, egocéntrico, e ingenuo. A lo largo de su tiempo en los cómics, que crece cada vez más inestable, en la medida del brote y finalmente se suicida. El programa de televisión difiere en estos aspectos, ya que se demuestra que es una persona noble, sumisa, y compasiva que se ha ido acumulando poco a poco la fuerza interior. Ella ha demostrado ser mucho más capaz y emocionalmente estable que su homólogo del cómic. Además, ella era víctima de abuso físico por parte de su marido así como se muestra explícitamente en la serie televisica que simplemente a diferencia del cómic y otra diferencia de este personaje entre los cómic y la televisión es que el director y los guionistas han confirmado que el personaje de Carol es casi imposible que muera en la serie televisiva.
En la serie de televisión, Carol evacuó su hogar con su esposo Ed quien la maltrataba físicamente y su hija Sophia con la esperanza de un refugio seguro en Atlanta. Acercándose a su destino, ella entró en la compañía de Lori Grimes y Shane Walsh, que habían evacuado la ciudad. Los Peletiers luego se unieron a un campamento de sobrevivientes. Tras la muerte de su marido y su hija, Carol ha formado un estrecho vínculo con otros supervivientes de los campos de Atlanta como Lori Grimes y Daryl Dixon, con el tiempo Carol comienza a volverse más fuerte y segura de sí misma, ya que Rick comenzó a entrenarla convirtiéndose en una experta francotiradora, eliminando caminantes y posteriormente se convirtió en la madre adoptiva Lizzie y Mika Samuels después de la muerte de su padre, Ryan.
A finales de la tercera temporada de la serie, ella es la última sobreviviente femenina del grupo original de Atlanta, y uno de los últimos supervivientes originales junto con su mejor amigo Daryl Dixon. Carol es también el personaje femenino más longevo de la serie a partir de la quinta temporada, y el único personaje femenino que han aparecido en cada temporada. Ella ha aparecido en la mayoría de los episodios de cualquier personaje femenino de la serie hasta la fecha. Rendimiento de McBride como Carol ha recibido la aclamación general y muy buenas críticas por los fanes y comentaristas de la televisión, y algunos críticos se han referido a Carol como mejor el personaje de la serie.

## Historia

#### [4]Historias tempranas (2003-2004)
Carol se describe en los cómics como una ama de casa que de vez en cuando ayuda a pagar las cuentas de la familia con ocina en línea. Ella sufrió un matrimonio , y se da a entender que sólo se casó (para no quedarse sola) su marido no le daba frecuente necesidad de atención y confort. Durante las etapas iniciales del brote, su marido se suicida después de perder a sus padres a manos de los caminantes, dejando a Carol y a su hija Sophia de valerse por sí mismas. Carol con su hija Sophia están en el proceso de mudarse a Atlanta donde se sitúa su hermana en Atlanta para reunirse, pero a las finales se unen con Shane, Lori, Andrea, Carl, Dale y otros supervivientes en las afueras de la ciudad.
Mientras que en el campo, por lo general ella asiste con las otras madres en las tareas domésticas, como lavar la ropa y el cuidado de los niños. Ella y Lori rápidamente se convierten en mejores amigas, los dos de ellas a menudo conversan acerca de los acontecimientos actuales alrededor de ellas. Carol es a menudo una gran amiga de Lori ya que ella la consuela cuando Lori llora y se pone triste, así como la persona a la que ella puede expresar sobre sus diversas frustraciones.
Después de salir del primer campamento, se encuentran con Tyreese, a quien Carol comienza a gustarle. Con el tiempo, los dos forman una relación amorosa, y se mantienen cerca durante toda su estancia de la granja de Hershel y hasta la llegada a la prisión abandonada.

#### La Prisión (2005-2007)
Los problemas comienzan entre Tyreese y Carol, se inician cuando Michonne se incorpora en el grupo, más adelante Carol es testigo de ver a Michonne haciéndole sexo oral a Tyreese en el interior del gimnasio de la prisión. Esto inicialmente la conduce a tratar de competir, fue algo degradante para Carol, por el amor que le tenía a Tyreese, Carol le termina la relación para evitar altercados con Michonne.
Poco después de la ruptura, la salud mental de Carol entra en cuestión y después de noches de llanto, intenta cometer un suicidio. Poco después de cortarse las venas, Carol se desespera de compañía e intenta hacer un triángulo amoroso con Rick y Lori, solo por despecho, pero Rick no se deja seducir por Carol. [cita requerida]
Cuando ella planea suicidarse, ella le pide a Lori cuidar de Sophia. A continuación, ella comienza a tener relaciones sexuales con el hijo de Hershel, Billy. Después de vagar por el patio de la prisión y se encuentra con un zombi, que le permite desgarrar su yugular. Ella se niega a cualquier persona que intenta auxiliarla, diciendo que deberían dejarla morir en paz. Finalmente muere y es asesinada por Andrea durante su proceso de reanimación un entristecido vio todos estos acontecimientos y el hombre lamento por todo lo sucedido.
La muerte de Carol deja una huella significativa en el grupo en los días previos al asalto final de la prisión.[cita requerida]  Muchos del grupo se entristecen por su muerte y están disgustados por el hecho de que ella abandonó a su única hija.[cita requerida] Sophia quien queda en un estado catatónico estado y desde entonces ha tratado de reprimir todas las memorias de Carol pretendiendo que Maggie y Glenn sean como sus padres biológicos.[cita requerida] Maggie se alivia cuando Sophia comienza a hablar abiertamente acerca del reconociendo la existencia previa de Carol.[cita requerida] En la Colonia Hilltop con Carl Grimes, Sophia recuerda la vida en la cárcel con su madre, recordándole que ella recuerda todo lo que ha pasado con ellos, sobre todo la muerte de su madre.[cita requerida]

## Adaptación de TV

### Primera Temporada (2010)
Antes de que comenzara el apocalipsis, Carol era una ama de casa humilde, mansa, sumisa y maltratada por su esposo. Con frecuencia evita la confrontación con su esposo Ed en un intento de reprimir su ira, aunque en secreto oraba a Dios para que fuera castigado por abusar de ella y tener tentaciones sexuales con su hija Sophia (Madison Lintz). Los Peletier se reunieron con Shane (Jon Bernthal), Lori (Sarah Wayne Callies) y su hijo Carl (Chandler Riggs) durante el viaje hacia una supuesta "zona de seguridad" en Atlanta, y todos ellos finalmente se asentaron cerca de una cantera en las afueras de Atlanta con un puñado de otros sobrevivientes. Durante su tiempo en el campamento, Carol realiza regularmente las tareas domésticas como lavar y planchar la ropa para ella y sus compañeros sobrevivientes, por lo general con la ayuda de algunas de las otras mujeres en el grupo.
Carol aparece por primera vez en el episodio "Tell It to the Frogs", donde a ella se le ve lavando la ropa en el río con las otras mujeres del grupo, cuando el marido de Carol, Ed, escucha a las mujeres hablando y riendo, le dice a su mujer que se centre más en su trabajo, instante en el que Andrea (Laurie Holden) intercede y le pide que se retire. Ed rápidamente se pone en un plan amenazante. Cuando las mujeres lo confrontan sobre las contusiones de Carol que este le ocasionaba^; Ed procede en golpear a Carol delante del grupo, provocando una pelea que se terminó cuando Shane interviene y lo golpea furiosamente dejándolo con contusiones e inconsciente, y Carol aboga por su marido abusivo pidiéndole a Shane que se detenga. Después de que la actitud abusiva de Ed hacia Carol queda expuesta al campamento, Carol comienza a plantar cara en relación con Sophia. Aunque Sophia le pide a su madre visitar a su padre, Carol rechaza la idea, insistiendo en que ella quiere unirse con el resto del campamento. Una noche, una horda caminante ataca al grupo de sobrevivientes y varios mueren, Amy, Jim y otros, incluyendo también Ed, momento en el que  Sophia y Carol temen por sus vidas. El grupo abandona el campamento debido a que el lugar no es lo suficiente seguro ante un inminente ataque caminante, Carol destruye el cuerpo y la cabeza de Ed con una piqueta, ventilando la rabia interior que tenía hacia él y sus años de comportamiento abusivo y a su vez evitando su reanimación. En el final de temporada "TS-19", el grupo se refugia en el Centro de Control de Enfermedades (CDC), pero pronto se descubre que la instalación está a punto de explotar después del agotamiento de la energía alterna del lugar, Carol le entrega a Rick una granada (La cual había recogido en el tanque donde había quedado atrapado), para volar una de las ventanas de la fachada con el fin de escapar, ya que las ventanas eran blindadas, y logran destruir una ventana blindada con éxito, Carol y Sophia corren hacia los vehículos en la calle con los demás, mientras Jacqui y el Dr. Jenner optan por permanecer en el CDC a morir. El edificio explota y Carol y el grupo logran escapar.

### Segunda Temporada (2011—12)
En el estreno de la segunda temporada "What Lies Ahead", los caminantes pululan por la carretera, y Sophia se pierde en el bosque después de ser perseguida por ellos. Carol echa la culpa a Rick por no quedarse con ella cuando la encuentra en el bosque, persiguiendo a los caminantes que la siguen, pero finalmente se culpa a sí misma. Pasando los días, Carol, destrozada por la desaparición de su hija, es consolada por Daryl Dixon (Norman Reedus) quien le da una flor que le inspira esperanza en ella para mantenerse fuerte y creer en la supervivencia de Sophia. Después de haberse hospedado en la granja propiedad de Hershel Greene (Scott Wilson), ella decide preparar la cena para Hershel y el resto del grupo con Lori como muestra de gratitud. Durante la cena, le acerca un plato a Daryl y lo besa en la mejilla, reconociendo cuán noble y cariñoso es (en comparación con su esposo fallecido). En el final de mitad de temporada "Pretty Much Dead Already", Carol y Daryl comienzan a formar un vínculo más profundo, dando a conocer como Daryl se preocupa por su bienestar. Glenn revela al grupo que el granero de Hershel está lleno de caminantes y un enfurecido Shane incentiva al grupo a eliminar a los caminantes del granero. Cuando aparentemente todos son eliminados, una zombificada Sophia aparece como una de las caminantes en el granero dejando a una Carol devastada. En el estreno de mitad de temporada "Nebraska", Carol se niega a asistir al servicio conmemorativo de Sophia, diciendo que su hija murió hace mucho tiempo y que el cadáver de la granja no era Sophia.
Más adelante, Carol muestra una preocupación consciente por el desprendimiento de Daryl del grupo. Más tarde, él le deja desahogar su frustración porque se burla de ella por perder a su familia, pero pronto se disculpa y vuelve al redil. Mientras visitaba la tumba de Sophia una mañana, Carol encontró allí a Carl y trató de animarlo diciendo que la niña estaba en el cielo. Para su sorpresa Carl le dijo que eso no era cierto y la tildó de idiota por creer que Sophia seguía viva en algún lado. Más adelante la mansedumbre de Carol disminuye a medida que gana la confianza en sí misma para defenderse. Ella se cansa de las discusiones del grupo, y se niega a elegir el destino de su prisionero, Randall.
En el final de la segunda temporada "Beside The Dying Fire", el grupo tuvo que escapar de la granja por una invasión masiva de caminantes. Carol convence a las mujeres para que evacúen la granja, pero Lori sin querer la abandona. Se ve abrumada por un grupo de caminantes y trata de defenderse, sin embargo, cuando Carol está totalmente acorralada, aparece Andrea y la salva de una muerte segura matando algunos caminantes. pPoco después Daryl aparece y rescata a Carol en su motocicleta y se escapan y eventualmente se encuentran con los sobrevivientes restantes. La ligera culpa que ella le ha echado a Rick se convierte en un cuestionamiento directo de su liderazgo.

### Tercera Temporada (2012—13)
En el estreno de la tercera temporada, "Seed", trascurrieron ocho meses y Carol ha ganado confianza en sí misma y ha desarrollado un dominio de las armas. Carol se ha acercado a Lori desde su embarazo, desarrollando un vínculo, y su confianza en Rick ha sido recuperada. Cuando un convicto de la comunidad penitenciaria toma represalias contra el grupo de Rick, abre los cercos y enciende las alarmas para atraer hordas caminantes para que ataquen al grupo de Rick, T-Dog se sacrifica para salvar a Carol después de que se separan cuando caminan en la prisión; el grupo cree que ella está muerta. En el episodio "Hounded", Daryl la encuentra en una celda de confinamiento solitario, desnutrida y débil pero viva y  la lleva en sus brazos. En el siguiente episodio, "When the Dead Come Knocking", el grupo se reúne felizmente con ella; Sin embargo, una vez más las cosas toman un giro triste cuando se da cuenta de que Lori ha muerto en el parto. Ella y Rick lloran juntos. Cuando Rick y algunos otros debieron ausentarse de la prisión para ir a rescatar a Glenn y Maggie de Woodbury, Carol permaneció junto al resto del grupo a la espera de que regresaran sanos y salvos. En el final de mitad de temporada "Made to Suffer" Mientras que ella esperaba que sus compañeros regresaran, Carol mantuvo vigilado a Axel al notarlo coqueteando con Beth y le advirtió que se mantuviera alejado de la niña. Cuando el hombre mencionó que la escasez de mujeres que existían en la prisión lo motivaba a comportarse de esa manera y la tildó además de ser lesbiana debido a su corte de pelo, una ofendida Carol le aclaró que estaba equivocado y despertó así el interés del hombre, quien comenzó a cortejarla desde ese momento. En el episodio "The Suicide King", Carol se sintió triste porque Daryl se fue con su hermano Merle, pero entiende su decisión. En el episodio "Home", Carol y Axel hablaban tranquilamente, cuando de pronto Axel recibe un disparo en la cabeza por parte del Gobernador, al costado de Carol, y ella tuvo que usar su cuerpo como escudo. Posteriormente Beth le ayuda al darle un arma y Carol fue capaz de escapar ilesa del tiroteo ayudando luego activamente a contrarrestar el ataque del Gobernador. En el episodio "I Ain't a Judas", Daryl regresa, complaciendo a Carol. Andrea hace una visita a la comunidad penitenciaria y Carol le ordena a Andrea que apuñale al Gobernador mientras duerme para terminar con el conflicto. En el episodio "Arrow on The Doorpost" Carol permaneció en la prisión cuando Rick, Daryl y Hershel fueron a reunirse con el Gobernador para tratar de arreglar sus diferencias, y luego de que estos regresaran, escuchó atenta las palabras de Rick respecto a la inminente guerra que se avecinaba. En el episodio "This Sorrowful Life", Merle tiene una breve conversación con Carol en la que comenta que ella se ha transformado de "un ratoncito asustado que tiene miedo de su propia sombra" en una persona más fuerte. Ella responde que no le tenía miedo a su propia sombra sino a la de su marido y además afirma que ya no le tiene miedo a nada. Para probar lo último, ella amonesta severamente a Merle para que "elija un lado", con respecto a su lealtad anterior al Gobernador. En el final de la temporada "Welcome to the Tombs", luego de la muerte de Merle a manos del Gobernador, Carol lo elogia por su sacrificio, que les dio una oportunidad, aunque Daryl comentó que Merle nunca había realizado un acto altruista en su vida. Carol luego ayuda a defender la puerta contra los caminantes mientras Rick, Daryl y Michonne salen para llevar la lucha a Woodbury. Se ve que comienza a llorar al darse cuenta de que Andrea murió al final del episodio, y observa a los residentes de Woodbury restantes ingresar a su nuevo hogar en la prisión.

### Cuarta Temporada (2013—14)
En el estreno de la temporada, "30 Days Without an Accident", han pasado varios meses después de finalizado el conflicto con el Gobernador, Carol comienza a enseñar en secreto a los niños de la prisión cómo usar los cuchillos para defenderse y no sentir lástima por los caminantes. Carl Grimes (Chandler Riggs) descubre que se están dando las lecciones, y ella le pide que no le cuente a su padre. En el episodio, "Infected", Carol comienza a cuidar a dos niñas, Lizzie Samuels (Brighton Sharbino) y Mika Samuels (Kyla Kenedy), después de matar a su padre Ryan Samuels, que fue mordido por un caminante. Este como última voluntad le pidió a Carol que las cuide como si fueran sus hijas. Esto hace que Carol esté aún más decidida a mantener a sus seres queridos a salvo. En el episodio "Isolation",  cuando una nueva enfermedad comienza a propagarse en la prisión, dos personas que están infectadas mueren asesinadas – Karen (Melissa Ponzio) la sobreviviente de Woodbury y novia de Tyreese (Chad L. Coleman), y el recién llegado a la prisión David. Sin que lo sepan  los otros sobrevivientes, Carol los mató mientras dormían y quemó sus cuerpos creyendo que detendría la propagación de la infección. Un furioso Tyreese encuentra los cuerpos quemados y ataca a Rick mientras Carol observa, y luego exige que Rick encuentre al asesino. A pesar de la muerte de Karen y David, la infección continúa propagándose. Carol descubre que Lizzie está enferma, pero le asegura que estará bien. Tyreese le pide a Carol que cuide de su hermana, Sasha (Sonequa Martin-Green), que también está enferma, creyendo que Carol es una persona muy cariñosa, lo que molesta a Carol aún más. Más tarde, se la ve bombeando agua imprudentemente a pesar de saber que los caminantes están cerca, y se ve obligada a huir cuando Rick les dispara para salvarla. Rick pronto descubre la verdad y enfrenta a Carol por los asesinatos y ella misma los admite. En el episodio, "Indifference", Rick y Carol van juntos a por  suministros médicos para ayudar a Hershel. Carol habla más sobre su pasado, revelando que su difunto esposo la empujó escaleras abajo en al menos tres ocasiones y aprendió cómo arreglar un brazo dislocado porque tenía demasiado miedo de ir al hospital. Hablan de los asesinatos de Karen y David, y Carol explica que, en ese momento, ella creía que matarlos detendría la propagación de la infección y, por lo tanto, salvaría las vidas de todos los demás en la prisión. Durante la búsqueda de suministros, Rick ve cuán to ha cambiado Carol y finalmente decide que no puede regresar a la prisión. Él la ve como una amenaza, pero también le preocupa que Tyreese la mate cuando descubra que ella asesinó a Karen. Carol se ve obligada a aceptar el destierro, dejando atrás a todos los que le importan.
En el episodio  "Inmates", Carol reaparece inesperadamente, salvando a Lizzie, Mika y Judith de un par de caminantes en un bosque. Devuelve a los niños a Tyreese y le dice que vio caer la prisión y, después de perder de vista a él y a los niños, logró alcanzarlos. Al darse cuenta de que Tyreese no sabe de su participación en la muerte de Karen, Carol inventa una historia sobre cómo no regresó con Rick porque quería encontrar más suministros para el grupo. Más tarde, después de seguir el consejo de un hombre que había sido mordido a un lado de la carretera, ella sigue a Tyreese y a los niños mientras viajan a un santuario llamado "Terminus".  En el episodio "The Grove", Carol y su grupo toman un descanso de seguir las vías del tren hasta Terminus, y encuentran una casa en medio de un bosque. A Carol le preocupa que Mika sea demasiado gentil para sobrevivir, y que Lizzie esté confundida sobre la naturaleza de los caminantes, pensando que todavía son personas. Ella continúa enseñando lecciones de supervivencia a Lizzie y Mika, a pesar de que las chicas se mantienen firmes en sobrevivir con sus propios métodos. Carol y Tyreese más tarde regresan de un viaje de caza para descubrir que Lizzie ha matado a Mika y estaba a punto de matar a Judith, pensando que todos entenderían que Mika solo era una persona cambiada después de reanimar como caminante. Al considerar a Lizzie  demasiado peligrosa como para estar con otras personas, Carol y Tyreese discuten el destino de Lizzie, y Carol ejecuta a Lizzie disparándole en la cabeza. Después, Carol le confiesa a Tyreese que ella mató a Karen y David. Tyreese está furioso, pero él perdona a Carol por lo que hizo, aunque dice que no lo olvidará. Después de enterrar los cuerpos de las dos niñas, Tyreese, Carol y la pequeña Judith reanudan su viaje hacia Terminus.

### Quinta Temporada (2014—15)
En el episodio estreno "No Sanctuary", mientras se aproximaban cada vez más a su destino, Carol le informó a Tyreese que había decidido no quedarse en Terminus una vez que llegasen, aunque le prometió que antes de partir se aseguraría de que él y la bebé estuviesen a salvo. Tras oír un tiroteo en la distancia y ver a una horda de caminantes cambiar de rumbo y marchar hacia la misma dirección en la que ellos iban, la mujer sugirió aproximarse al santuario por un camino alternativo y gracias a esto se toparon con Martin, uno de los residentes de Terminus y lo escucharon hablar sobre una mujer samurái y un niño con sombrero. Rápidamente Carol sabiendo que se trataban de Carl y Michonne (Danai Gurira), redujo al muchacho a punta de pistola y lo obligó a revelar lo que había ocurrido con sus amigos, poniéndose luego en marcha para rescatarlos. Cubierta con sangre y vísceras de caminante, la mujer se aproximó a Terminus y desde la distancia observó como Rick y algunos otros eran arrastrados fuera de un vagón de tren y llevados hacia un edificio. Sin perder tiempo, Carol provocó una gran explosión disparando contra un tanque de gas y causó una gran conmoción que salvó la vida de sus compañeros. Tras infiltrarse en Terminus con la horda de muertos vivientes que ingresó al lugar, Carol recorrió las instalaciones en busca de sus amigos y por el camino acabó con la vida de varios terminianos, incluida Mary y recuperó algunas pertenencias personales de sus compañeros. Luego de que el santuario sucumbiera ante el caos, Carol logró reunirse con Rick y los demás en el bosque y se abraza con Rick y Daryl después de revelar que ella había sido la responsable de salvarlos, guiándolos además hasta la cabaña donde aguardaban Tyreese y Judith, se muestra a una distante Carol rehusándose a hablar sobre todo lo que le había ocurrido. En el episodio "Strangers", Tyreese le dice a Carol que los demás aceptan el asesinato de Karen y David por parte de Carol. Ambos quedaron marcados por las muertes de Mika y Lizzie. Rick dice que le debe todo a ella y se disculpa por haberla expulsado y Carol le dice: "Dijiste que podía sobrevivir. Tenías razón". Daryl respeta los deseos de Carol de no hablar sobre lo que le sucedió en los eventos de su exilio y la caída de la prisión. Daryl intenta tranquilizar a Carol para que puedan volver a empezar. Carol y Daryl más tarde siguen el auto que tomó a Beth (Emily Kinney) y se marchan para perseguirlo. En el episodio "Slabtown" Beth aparece en Hospital Grady Memorial secuestrada por un grupo de policías y posteriormente vio a una inconsciente Carol que iba a ser ingresada al hospital. El episodio "Consumed" se centra en la lucha y la culpa de Carol por sus demonios anteriores, diciendo que no puede soportar ver morir a las personas que ama. Se quedan en el refugio de mujeres golpeadas donde encuentran a una madre e hija reanimadas, y Carol decide ir a acabar con su reanimación de ambas, pero Daryl insiste en que es innecesario. En la mañana, Carol se despierta para encontrar a Daryl afuera cremando a la madre y a la niña, y ella sale a darle las gracias. Un auto marcado con una cruz blanca se acerca a ellos y cuando huyen, Carol es golpeada por uno, dejándola inconsciente. Ella es levantada en una camilla por dos oficiales. En el episodio "Crossed", Carol permanece inconsciente mientras Beth completa su plan para darle a Carol epinefrina después de que los oficiales estén a punto de apagarle las máquinas, declarando que los recursos se estaban perdiendo. Rick continúa con una misión de rescate, diciendo que le debe todo a Carol. En el final de mitad de temporada "Coda", después de recibir la medicación, Carol comienza a despertarse mientras Beth y Dawn están hablando. Más tarde, cuando está a punto de producirse el intercambio de rehenes, se ve a Carol siendo llevada por Beth y se dan la mano cuando ven a su grupo. Después de que tiene lugar el intercambio, Beth recibe un disparo en la cabeza de Dawn. Carol trata de consolar a un Daryl angustiado, diciéndole que baje el arma mientras lloran, y Tyreese le ayuda a caminar cuando salen del hospital.
En el episodio estreno de mitad de temporada "What Happened and What's Going on", después del trágico acontecimiento, el grupo tomó la decisión de marchar rumbo a la comunidad de Noah tal como Beth había querido hacer en un principio y se mantuvieron viajando por la carretera durante varias semanas. Tras aproximarse al lugar, Carol permaneció a cargo del grupo que se quedó atrás mientras Rick, Michonne, Glenn, Tyreese y Noah inspeccionaban la zona, y se mantuvo en constante comunicación con Rick a través de un walkie-talkie. Desafortunadamente el vecindario resultó ser solo otro punto muerto y además Tyreese falleció durante la expedición, por lo que tras reagruparse Carol tuvo que asistir al funeral de su amigo. El viaje grupal a Washington, D.C. con la esperanza de un refugio seguro en el episodio "Them", establecido varias semanas después de la muerte de Beth y Tyreese. Carol intenta consolar a un Daryl severamente deprimido y le asegura a Maggie que nunca se rendirá. En el episodio "Remember", a pesar de cierta desconfianza antes, el extraño Aaron (Ross Marquand) recluta a Carol y los otros, llevándolos a su comunidad, de la zona-segura de Alexandria. Entrevistada por la congresista y líder de la ciudad Deanna Monroe (Tovah Feldshuh), Carol crea una fachada de ser una sobreviviente apocalíptica sin experiencia que actuó como la "madre del den" del grupo. Ella afirma que hizo la colada y la jardinería antes del apocalipsis, y cocinó para su "estúpido y maravilloso" esposo. Ella expresa que es una persona de personas y quiere unirse a una liga juvenil para ayudar a otros. Después de que todos son entrevistados, ella es la última en entregar sus armas a Olivia, sacando torpemente y de forma burlona su rifle y colocándolo en el carrito sonriendo tontamente, mostrando su "debilidad". Al día siguiente, Carol recibe su asignación como cuidadora para cocinar para adultos mayores y madres ocupadas. La noche después de la confrontación en las puertas de la ciudad, Carol discute con Daryl y Rick que pueden sentirse cómodos pero no débiles.
En el episodio "Forget", Carol es vista fuera de las paredes, conspirando con Rick y Daryl para robar armas. Cuando llega un caminante, ella vacía su clip para darle la ilusión de que habían ido a disparar. Más tarde, ella roba tres armas antes de que Jessie Anderson (Alexandra Breckenridge) el hijo de Sam (Major Dodson) la descubra. Ella le dice que si él se lo menciona a su madre, "los monstruos" vendrán a comérselo vivo mientras está atado a un árbol fuera de las paredes, pero si él está en silencio, ella le dará galletas. Al día siguiente, ella le da una pistola a Rick, pero Daryl se niega a tomar una. En el episodio "Spend", Carol es visitada por Sam varias veces, quien sigue pidiéndole más galletas. Incapaz de alejarse, Carol comienza a interrogar a Sam y se entera de la naturaleza abusiva de su padre, Pete Anderson (Corey Brill). Profundamente preocupada por su bienestar, ella va a la casa de los Anderson para tratar de hablar con Sam o Jessie, pero Pete la niega con frialdad, despertando su sospecha. Cuando Rick regresa a casa, Carol le dice que cree que Pete está abusando de Jessie y tal vez de Sam, y que la única forma de detenerlo es matar a Pete y le cierra la puerta en la cara. En el final de la temporada "Conquer", Carol visita a Pete con una pasta de atún y le pide que revise a Tara, que todavía está herida. Cuando él se niega, Carol le tira un cuchillo y lo amenaza y sin titubear amenazó con asesinarlo si seguía causándoles problemas. Finalmente durante la reunión organizada por Deanna para decidir el futuro de Rick en Alexandría, Carol habló en defensa de su compañero y al mismo tiempo continuó aparentando ser una afable mujer, remarcando que encontrarían una manera amigable de solucionar sus diferencias.

### Sexta Temporada (2015—16)
En el episodio estreno de temporada "First Time Again" después del trágico incidente de la reunión del pueblo, Carol continuó con su charada de ama de casa desvalida para así adquirir información acerca de lo que los otros alexandrinos pensaban del grupo y también para apoyar con disimulo las ideas de Rick. Su disfraz, sin embargo, fue incapaz de engañar al recién llegado Morgan (Lennie James), quien la confundió con un policía debido a que siempre la veía alerta y lista para manejar cualquier situación que se pueda presentar. En el episodio "JSS" Carol es testigo del ataque de los Lobos a Alexandria, en donde mueren sus amigas Shelly y Erin. Sin embargo es ahí donde demuestra su habilidad como asesina a sangre fría, ya que consigue matar a la mayoría de los lobos a través del disfraz de uno de esos bandidos. En el episodio "Heads Up", Carol, Michonne y Rick discuten con Morgan sobre sus creencias. Más tarde, Carol sospecha de Morgan y lo sigue hasta la casa del pueblo, deja a Judith en la casa de Jessie y lo enfrenta sobre quién está escondido dentro de ella. En el final de mitad de temporada "Start to Finish", Carol finge su lesión durante la manada y va a matar al lobo encerrado con Denise. Morgan interviene y ambos pelean, dejándola fuera de combate. El lobo, sin embargo, se escapa manteniendo cautiva a Denise a punta de pistola.
En el estreno de mitad de temporada, "No Way Out", Carol le dispara al Lobo que estaba salvando a Denise, sin saber que el cambio pero se sorprende cuando escucha al Lobo, que se sacrifica para salvar a Denise, haciéndose eco de sus llamadas para que Denise vaya y se salve. Luchan contra la manada restante ayudando a salvar la comunidad de Alexandria. En "Not Tomorrow Yet", Carol cuenta sus asesinatos totales, más de 18 personas, y eso le otorga un fuerte cargo de conciencia. Carol luego besa a Tobin, pero su conexión es simplemente el intento de Carol de llevar una vida normal. Más tarde, ella sigue la misión de Rick de infiltrarse en el puesto de avanzada de los Salvadores, pero está preocupada por una Maggie embarazada, que quiere entrar y luchar después de que suenan las alarmas, pero pronto son capturadas por los Salvadores en el exterior. En "The Same Boat", Carol y Maggie son sometídas al grupo de salvadores liderados por Paula y se convierten en rehenes. Carol regresa a su fachada dócil para engañar a sus captores y es capaz de liberarse a sí misma ya Maggie, quien convence a Carol de que, en lugar de escapar, tienen que terminar con sus captores. Aunque Carol no duda en asesinar para defender a Maggie, ella le ruega a Paula, —una mujer que antes era sumisa y que se convirtió en una asesina impenitente después de perder a su familia— Carol logra escapar con Maggie matando a sus hombres, pero que se ve obligada a pelear con Paula y la empala en una trampa para caminantes donde ahí muere. Carol atrapa los refuerzos que Paula había pedido en una habitación en llamas, haciéndose pasar por Paula les informa sobre el lugar el cual les tiende una trampa ya que lo rodeó de queroseno para incinerar a los refuerzos. Daryl y los otros llegan, habiéndolos rastreado y Carol tiene una crisis emocional, abrazando a Daryl y admitiendo que no está bien. En "Twice as Far", se muestra a Carol orando, fumando y tratando de tener una relación con Tobin, pero es inútil. Ella no siente nada por él y se escapa de Alexandria por la noche, dejando a Tobin una nota que explica que tiene que estar sola, que ya no puede matar y que no puede soportar amar a alguien si no puede protegerlos. En "East" Carol empaca su bolso en suministros para abandonar Alexandría, esa noche, Carol sale de la habitación mientras Tobin duerme. Más tarde, Carol conduce por la carretera y se encuentra con un camión de patrullaje de salvadores que estaban fuertemente armados y disparan sus llantas. Carol sale con las manos en alto y les dice a los hombres que su nombre es Nancy de Montclair. El Salvador teniente principal, Jiro y otro Salvador que reconocen que el auto de Carol pertenece a la comunidad de Alexandria y Jiro exige que los lleve allí. Carol les ruega que regresen a casa y cuando no cumplen y comienzan a acercarse a ella, ell abre fuego con una pistola que había escondido en la manga de su abrigo. La mayoría de los Salvadores son asesinados por los disparos, pero Jiro, un salvador llamado Miles y el Salvador Roman sobreviven, mientras que Roman se escapa y Jiro se esconde detrás del camión. Carol se cubre detrás de su auto y empala a Miles en una de las púas mientras él camina, tomando su arma. Ella le ordena a Jiro que salga de su escondite, a lo que él se niega. Él agarra un cuchillo y carga contra ella, y suena un disparo. En "Last Day on Earth", Morgan sigue el rastro de Carol, que está mentalmente dañada y débil. Más tarde, es encontrada por Roman el salvador que sobrevive durante el atentado y le dispara, y ella le ruega que la mate, pero Morgan interviene y mata al Salvador, y son escoltados por un extraño soldado de una comunidad que se desconoce.

### Séptima Temporada (2016—17)
En el episodio "The Well", Carol es llevada al Reino para recibir tratamiento médico. Ella se encuentra con el líder de la comunidad, Rey Ezekiel, un hombre que se proclama a sí mismo como un verdadero rey mientras se guarda una mascota tigresa de Bengala llamada Shiva. Carol finge asombro y sorpresa ante sus circunstancias, pero luego admite que cree que Ezekiel es una persona con pensamientos ridículos y que está loco y planea irse. Ella se adapta a su acto inocente de modales leves, a lo que Ezekiel se da cuenta, diciendo que él mismo está desempeñando el mismo papel que el rey, ya que en realidad es un antiguo cuidador de animales que salvó y domesticó a Shiva. Morgan escolta a Carol a una casa abandonada fuera del Reino donde las dos partes son amigablemente. En el final de mitad de temporada "Hearts Still Beating", Richard insta a Carol a luchar contra los Salvadores, pero ella se niega.
En el estreno de mitad de temporada "Rock in the Road", Carol se topa con Ben, el sobreviviente del Reino en el bosque y le da consejos sobre cómo infiltrarse mejor. En "New Best Friends", es encontrada por Daryl, quien se había alojado en el Reino, y los dos pasaron en la tarde poniéndose al día. Cuando Daryl le pregunta a Carol por qué se exilio, responde diciendo que si se quedaba y los Salvadores lastimaban a más personas, los habría matado y no quería eso. Cuando Carol pregunta por todos en casa, Daryl le dice que todos están bien antes de despedirse de manera afectuosa. En "Bury Me Here", Carol siente que hay más en la historia y le pregunta a Morgan por qué Jesús llevó a Daryl y a los demás al Reino. Afirma que estaban buscando establecer una relación con el Reino. Cuando ella duda de su sinceridad, él le dice que tendrá que hablar con Daryl (incluso ofreciéndose a llevarla a Alexandría). Morgan, Ezekiel y otros que la traen a un mal herido Benjamin a su cabaña, se reúnen con ella. Intentan tratarlo, pero Benjamín muere. y Morgan sale corriendo, a pesar de los intentos de Carol de devolverle la llamada. Morgan reaparece más tarde, revelando que Richard causó la muerte de Benjamin, por lo que lo mató. También le revela a Carol que Negan mató a Glenn, a Abraham y a varios más, y Rick estaba buscando la ayuda del Reino para pelear. Él dice que los matará a todos, pero Carol lo detiene. Luego se dirige a Ezekiel, disculpándose por su pérdida antes de afirmar que es hora de pelear y el esta de acuerdo. En el final de temporada "The First Day of the Rest of Your Life" Carol, Ezekiel, Morgan y los soldados del Reino llegan a Alexandría para luchar contra los Salvadores después de la muerte de Sasha.

## Desarrollo

### Caracterización
| «Muchas de las tácticas que Carol usó para sobrevivir esa relación [con su marido] pre-apocalipsis ahora son muy útiles. Ella es muy observadora, muy metódica. En muchos sentidos, la he visto como una heroína desde el principio. En el fondo, sabía que había luchado mucho contra su vida. Sabía que estaba intentando y luchando y que todavía estaba allí.»—Melissa McBride |

En la serie de televisión, Carol Peletier ha sido descrita como emprendedora de un "viaje de ama de casa a heroína". El productor ejecutivo Scott Gimple dijo que «[Carol] siempre fue fuerte. El apocalipsis no la hizo fuerte. El apocalipsis le hizo mostrarse a sí misma que es fuerte». Luego dijo: «Cuando llegamos a la Temporada 4, ella se volvió proactiva. Se convierte en la que está haciendo las cosas. Hubo un diálogo con eso. Ahora, dándose cuenta del costo de eso, ella todavía está dispuesta a pagar el precio y está recompensado al obtener esas habilidades y esa fuerza para salvar a las personas que ama».
Creado por Robert Kirkman, el escritor y creador de la serie de cómics y franquicias de The Walking Dead, Carol apareció por primera vez en el tercer número de la serie de cómics, en diciembre de 2003. A pesar de que inicialmente parecía tener cualidades de personalidad similares, como siendo dependiente y dominada por otros, además de provenir de un contexto de abuso doméstico, Carol en la serie de televisión se muestra más severa y pragmática, tomando decisiones cuestionables y difíciles con las que otros personajes no pueden lidiar. Robert Kirkman sintió que dejar que Carol sobreviviera a su hija agregaría más dimensión al espectáculo, además de agregar más flexibilidad a su progresión en la historia. "Cuando surge una buena idea, tienes que seguir adelante", articuló. "Sophia es un personaje que sigue vivo en la serie de cómics y que ha contribuido bastante a la generalidad narrativa e informó muchas líneas argumentales para muchos personajes diferentes. Tener a Carol [...] sobreviviendo a su hija, al revés que en los cómics, va a llevar historias interesantes pero diferentes. En el transcurso de la serie, Carol desarrolla gradualmente la fuerza interior y se convierte de una ama de casa mansa y maltratada a una guerrera muy hábil y fuerte.
Robert Kirkman explicó en una entrevista con The Hollywood Reporter que «Carol es su propio personaje único, sería un perjuicio para Melissa McBride decir que ha evolucionado en la versión de los cómics de Carol. La Carol de la versión de la adaptación de TV es una creación totalmente original que continuaremos explorando en el programa con gran efecto. Todos en la sala de escritores adoran ese personaje, y estamos encantados con lo que Melissa ha traído a la mesa. Definitivamente se ha convertido en un personaje muy querido y es uno que hay que admirar, y hay cosas realmente emocionantes por delante de ella».
En cuanto a las razones de Carol para tener en la mente la decisión de matar a Lizzie, Carol en el episodio "The Grove," explicó Melissa McBride:

«No, no creo que haya realmente otra opción. Hay mucha naturaleza versus nutrición en este episodio para mirar. Por mucho que se rompió el corazón de Carol tener que hacer esto y darse cuenta de que esto tenía que hacerse. Estaban caminando hacia las flores en esa escena y Lizzie dice: "Estás enojada conmigo, lo siento". Pensarías que lamentaría haber apuñalado a su hermana hasta la muerte, pero en cambio siente lástima por apuntarle con una pistola, así que simplemente no lo entiende. No es un mundo seguro para nadie. La capacidad de luchar no es una talla única para todos; todos son diferentes Temáticamente, se dice mucho sobre el cambio. Algo que obtuve de este episodio para Carol, también, es que tienes que cambiar. El mundo te cambiará, tienes que adaptarte o morir. Se trata de aferrarse a esa parte de ti: puedes cambiar, pero no te pierdas. Eso es lo que le estaba pasando a Carol, su mentalidad, estaba tan empeñada en proteger a estos niños que perdió algo de algo, y ese era su aspecto de crianza. Le faltaban muchas cosas porque sus ojos estaban tan concentrados en la supervivencia.»

### Casting y representación

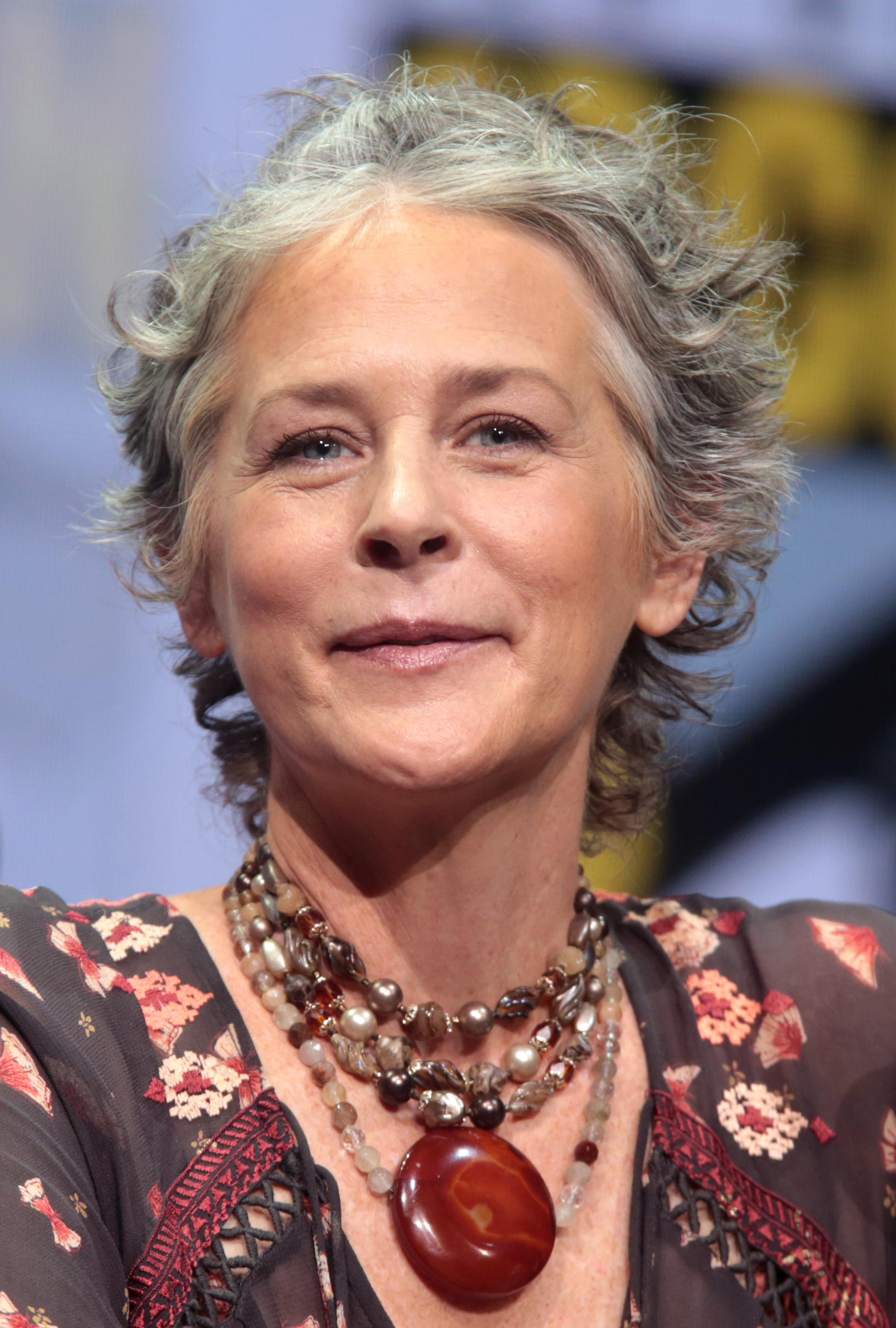
La interpretación de McBride como Carol ha sido aclamada y elogiada por muchos críticos de televisión

Carol es interpretada por Melissa McBride, quien fue anunciada como parte del elenco de la serie a finales de 2010. McBride no hizo la audición para el papel de Carol y simplemente le dieron la parte, creyendo que iba a tener el personaje a corto plazo. En una entrevista con Conan O'Brien, dijo que creía que estaría muerta "en unos pocos episodios, si no, para el final de la semana". McBride ha declarado que, después de recibir la parte, ella leyó el cómic hasta el momento en que Carol muere, pero no estaba segura de si los productores irían en la dirección de su contraparte de la serie de cómics. Luego afirmó que estaba contenta de que no lo hicieran. Carol tuvo un papel mínimo en la primera temporada, ya que McBride fue contratada en el programa para un rol recurrente. Luego se actualizó a una posición regular de la serie a partir de la segunda temporada. y se convirtió en parte del elenco principal en la cuarta temporada, asumiendo un papel más destacado en temporadas posteriores. Andrew Lincoln, quien interpreta a Rick Grimes, dijo sobre el desarrollo de Carol: "Melissa McBride (Carol) dijo tal vez cinco oraciones en la primera temporada y ahora mira lo que ha hecho. Es maravilloso cuando ves el talento, talento puro, ser reconocido de esta manera, y aún más emocionante cuando es críticamente reconocido también. Los fans lo sabían hace bastante tiempo, creo, pero es maravilloso que ella tuvo la oportunidad y tuvo ese increíble episodio para mostrar lo que es más que capaz de hacerlo. Es un talento excepcional ".
Junto a Laurie Holden, Jeffrey DeMunn y Juan Gabriel Pareja, McBride estuvo entre los miembros del elenco de la producción de The Mist de Frank [Frank Darabont] para ser contratada por la serie de televisión. McBride sintió que esta era su "audición" para "The Walking Dead".
Originalmente, se suponía que Carol sería asesinada en el episodio "Killer Within", pero finalmente los productores decidieron no hacerlo.
Melissa McBride explicó en una entrevista con Rolling Stone: "[El productor] Glen Mazzara llamó para decirme que planeaba matar a Carol la temporada pasada. Dije: 'Es realmente una pena, porque hay una mucho para ella ' Tenía todos los escritores en el altavoz, estaba interesado en saber lo que pensaba. Dije: "Carol es probablemente esta mujer que tiene los kits de inicio de Avon y los kits de inicio Tupperware en esa habitación de atrás. Tomó ese curso con Tony Robbins. Ella sabe que es capaz de mucho más, pero solo está en ese ciclo. Es una lástima, pero debes hacer lo que tienes que hacer. Entiendo '. "
Del mismo modo, el exproductor musical Glen Mazzara dijo: "Le dije eso y luego pensamos en un plan mejor, si T-Dog la había salvado, si T-Dog sacrificaba su vida, sentíamos que ese sacrificio solo valía la pena para que Carol pueda vivir. Pero no queríamos revelar que Carol estaba viva al final de ese episodio porque realmente estábamos yendo con la devastación de la muerte de Lori. Y solo estábamos abrazando el aspecto lúgubre de la última escena en la que Rick se derrumba y nosotros no quería subestimarlo con el final feliz de 'oh, aquí está Carol' preferimos dejarlo en misterio". Luego elogió la supervivencia de Carol diciendo: "Diré que creo que [McBride] ha hecho un gran trabajo con Carol en esta temporada, el personaje se ha convertido en uno de los más queridos, el personaje siempre ha aparecido, ella toma muchos riesgos y el trabajo de Carol cuando se convierte en una madre sustituta de Judith tomando el rol de Lori es una de las mejores escenas que hemos hecho en ese año y le doy crédito a Melissa y ella es simplemente una actriz fantástica.

## Recepción crítica
McBride ha recibido elogios de la crítica por su actuación como Carol y obtuvo críticas positivas de los críticos a partir de la tercera temporada en adelante. Muchos críticos elogiaron la actuación de McBride en el episodio centrado de su personaje "The Grove" de la cuarta temporada. En marzo de 2014, la actuación de McBride en "The Grove" la convirtió en la [intérprete de la semana] de TVLine, y concluyó: "Ahora nos toca a nosotros hacer lo que debemos: aplaudir a McBride por su actuación que podría sostenerse". como una clase maestra en los méritos de la restricción." Otros destacaron las acciones de Carol en el estreno de la quinta temporada"No Sanctuary", que recibió elogios de la crítica y una recepción de los fanes extremadamente positiva. En 2014, McBride fue un candidato prometedor para un Premio Emmy Primetime por Premio a la Mejor Actriz de Reparto Sobresaliente en una Serie de Drama. aunque ella no recibió una nominación.
Escribiendo para Vox, Todd VanDerWerff alabó la actuación de Melissa McBride en el estreno de la temporada cinco "No Sanctuary", diciendo: 
 Di lo que quieras sobre el enfoque slapdash de The Walking Dead para el desarrollo del personaje, pero una feroz de McBride con frecuencia, la actuación digna de una nominación al Emmy le dio sentido a una mujer a la que el programa parecía estar evitando activamente la comprensión durante mucho tiempo. Comenzó en la primera mitad de la segunda temporada, cuando la hija de Carol, Sophia, desapareció y finalmente se reveló que se había convertido en zombi. A raíz de esa pérdida, Carol comenzó a endurecerse, y McBride comenzó a dar una actuación férrea e inalcanzable que ganó fuerza a partir de los momentos en que la vieja y vulnerable Carol se asomaba.

En "No Sanctuary", Carol se pasea con un poncho que hace que uno se pregunte si Hollywood no debería rehacer la trilogía de películas del oeste de "Clint Eastwood" protagonizada por McBride. Ella discierne que sus amigos están en peligro gracias a algunos disparos y lee rápidamente la situación en una cabina remota. Decide voltear una manada de zombis hacia Terminus, luego explota un tanque de propano con un par de disparos bien ubicados y algunos fuegos artificiales. Ella es muy dominante, no solo sobre sus enemigos (y los zombis que la rodean) sino también sobre cualquier otro personaje. Es imposible mirarla y no pensar: "Oye, vamos a tener un poco más de eso".
IndieWire destacó la actuación de McBride en todo el explosivo estreno, diciendo: "Lo más destacado de todo el elenco principal de la serie fue McBride, cuya Carol se convirtió en el personaje más interesante del programa, simplemente porque estaba dispuesta y era capaz de hacer cosas que otros personajes no querrían.
Escribiendo sobre el episodio "Consumed", Zack Handlen, de The A.V. Club, elogió la actuación y caracterización de McBride como Carol y dijo: "McBride es especialmente grandiosa, mientras que la evolución de su personaje se produce a sacudidas, la actriz logra reunir todo eso en una constante e infinitamente fascinante, persona.   Del mismo modo, Rebecca Hawkes de The Daily Telegraph elogió a Melissa McBride, dijo que estaba "... en una su propia liga, capaz de dominar silenciosamente cada escena en la que se encuentra ".
Muchos críticos elogiaron al personaje en la quinta temporada y luego a la sexta temporada donde Carol se presenta como una mansa ama de casa en la comunidad de Alexandría para estar seguros de que son confiables, lo que incluye el robo de las armas del grupo en el proceso de precaución de seguridad y protección. Tim Surette de TV.com dijo que "[Carol] sigue siendo la mejor". Señaló que "[Su] reacción fue la más interesante, ya que aparentemente se involucró por completo en la Liga Junior, restándole importancia a su rudeza de lo que era antes en el campamento y recordando con cariño a su abusivo esposo (sí, a la derecha) a La líder de Alexandria Deanna, también advirtió a Rick en privado que cuanto más tiempo permaneciera el grupo en Alexandría, más débiles se volverían. Te amo, Carol, y me encantan tus grandes armas."
Surette Mark Perigald de The Boston Herald, y Amanda Michelle Steiner para People encontró a Carol humorística en sus mentiras en el episodio Remember.
Rebecca Hawkes de The Daily Telegraph elogió al personaje en su crítica por Forget, y dijo:  Carol está demostrando ser una de las personajes feminas más complejas e interesantes de la televisión en este momento.
Tim Surette para TV.com revisando el episodio Forget dijo en broma: Carol, sigues sorprendiéndome y estoy muy cerca de pedirte que vayas de fiesta.
Para la sexta temporada, Melissa McBride continuó recibiendo elogios. En particular, su trabajo en "JSS", "Not Tomorrow Yet" y "The Same Boat" se destacaron como sobresalientes. Zack Handlen para The A.V. Club declaró a Carol "el mejor personaje" en su reseña de "Not Tomorrow Yet". Él la llamó "alguien especial" y dijo que mientras Rick pasaba de ser un "agente de la ley idealista a un asesino despiadado", la transición fue "dictada más por su posición como protagonista nominal: se balanceaba hacia adelante y hacia atrás simplemente porque los escritores necesitaban darle algo que hacer." Por otro lado, notó la transición de Carol como involuntaria y no planificada. Explicó además: "Ha sufrido, ha soportado, ha perdido personas, y su transformación gradual parece más un accidente feliz que una filosofía intencional. Es una de las pocas razones por las que se me ocurre volver a ver la serie, incluso con el desastre de la segunda temporada, incluso con el estancamiento y el fracaso del Gobernador de proporcionar una amenaza convincente, incluso con la lucha de los escritores para crear una narrativa larga y atractiva en un contexto serializado que realmente solo proporcionó un puñado de momentos individuales convincentes, Carol tiene más o menos sentido ". En general, lo adujo como un testamento de Melissa McBride y su trabajo en el programa.

## Reconocimientos
En 2012, McBride y sus compañeros del elenco ganaron el Satellite Award al Mejor Elenco - Serie de Televisión en la tercera temporada. Por su actuación en la cuarta temporada, McBride ganó el Saturn Award para la Mejor actriz de reparto en televisión y obtuvo una nominación para el Critics Choice Television Award a la Mejor Actriz de Reparto en una Serie de Drama. También fue nominada al Mejor Héroe de la serie de TV por IGN. En el 2015 por su actuación en la quinta temporada de la serie, McBride ganó otro Premio Saturn a la Mejor Actriz de Reparto en Televisión, convirtiéndose en la primera actriz en ganar el premio. múltiples veces y años seguidos. Recibió su tercera nominación en 2016, convirtiéndose en la primera actriz en el programa en ser nominada más de dos veces. También fue nominada para un Fangoria Chainsaw Award a la Mejor Actriz Principal en una Serie de Televisión.  En el 2017, por su actuación en la séptima temporada, McBride recibió su cuarta nominación consecutiva para el Premio Saturn a la Mejor Actriz de Reparto por Televisión, la mayor cantidad de nominaciones de cualquier actriz en el programa. A pesar de los constantes elogios de los críticos y grandes fanáticos haciendo campañas,  McBride aún no ha recibido una nominación para el Premio Primetime Emmy a la Mejor Actriz de Reparto en una Serie de Drama desde su año decisivo en 2014 (particularmente con "The Grove"). Sin embargo, recibió nominaciones cada año desde 2014 por los EWwy Awards a la Mejor Actriz de Reparto en un Drama, (más tarde cambió a "Poppy Awards") que reconoce a los favoritos de Emmy. Ella no ganó su primer premio en 2014, pero fue anunciada como ganadora en 2015 y fue nominada por tercera vez consecutiva un año después en el 2016.